# Maxera fuscescens
Maxera fuscescens là một loài bướm đêm trong họ Noctuidae.